# 萬事昌國際
萬事昌國際控股有限公司，簡稱萬事昌國際控股，以及萬事昌國際（英語：Multifield International Holdings Limited，港交所：0898），於1988年現時由能豐國際集團有限公司（東方網庫控股有限公司前身）分拆本港房地產業務，主席為劉志勇，總裁為劉志奇。
現時為主要在本港和內地經營房地產、酒店式服務等業務，包括在中國上海經營「溫莎國際」品牌，總部位於香港黃竹坑道54號萬事昌集團大廈8樓，正式本公司主要活動場地。
該股份和當時發行權證在1998年7月31日於港交所主板上市。

## 連結
- irasia.com/listco/hk/multifield （页面存档备份，存于）